# Omega 4997 Icon-3
El Omega 4997 Icon-3 es un receptor de radio multibanda en FM, que opera en las bandas de HF (27 MHz) y VHF (FM comercial, audio de televisión y canales aéreos y de servicios).

## Origen
El equipo es comercializado por la empresa británica Omega, que importa y distribuye productos genéricos fabricados en China.

## Descripción
Se trata de un equipo analógico con dial, de gran tamaño, pero a pesar de ello de buena recepción (particularmente en VHF) y excelente calidad de audio.
Posee dos perillas en la parte superior (squelch a la izquierda y encendido/apagado y volumen a la derecha) y una en el ángulo superior derecho (sintonía), así como un interruptor selector de bandas en la cara posterior, para cambiar las bandas. Sus tres ubicaciones posibles son: 
- AIR-PB-WB: Canales aéreos, policiales (en aquellas zonas donde la policía opere en modo analógico) y canales de servicios
- TV1-FM: Audio de TV y FM broadcasting
- CB: Banda ciudadana en HF (canales 1-40 y 41-80)

Posee una antena externa con conector roscado propietario (que constituye un monopolo extensible de dos tramos), una correa de transporte, salida miniplug para auriculares y entrada para fuente de alimentación externa.

## Frecuencias de operación
- CB (Banda ciudadana): 26.965 a 27.405 MHz
- Audio TV: 54 a 87 MHz
- FM comercial: 88 a 108 MHz
- Canales aéreos: 108 a 145 MHz
- Canales policiales y de servicios: 145 a 176 MHz
- WB (marinos): 162,5 MHz

## Especificaciones técnicas
- Antena: telescópica
- Potencia de salida: 500mW (máx.)
- Parlante: dinámico permanente, espectro completo, 3", 4Ω
- Dimensiones: 100 (ancho) x 220 (alto) x 50 (prof.)  mm
- Peso: 390 g sin baterías

## Alimentación
- 4 baterías tamaño AA de carbón (no recomendadas), alcalinas, recargables de NiCd o recargables de NiMH
- Alimentación externa por cargador (que debe comprarse aparte). Adaptador de 6V a 200mA con adaptador miniplug con pin negativo al centro. El fabricante distribuye un modelo propio, denominado Omega 22014B

## Aspectos legales
Dado que el equipo recibe pero no transmite, es imposible hacer mal uso del espectro radioeléctrico. En algunos países como España o la Argentina, es legal hacer radioescucha con fines técnicos o de aprendizaje en el ámbito de la radioafición, siempre que no se publiquen o divulguen los datos escuchados.
En otros países es necesaria la adquisición de una licencia de radioescucha.